# Kleiner Kraichbach (Naturschutzgebiet)
Das Naturschutzgebiet Kleiner Kraichbach liegt auf dem Gebiet der Städte Kraichtal und Östringen im Landkreis Karlsruhe in Baden-Württemberg.
Das Gebiet erstreckt sich nördlich von Oberöwisheim, einem Stadtteil von Kraichtal. Durch das Gebiet hindurch fließt der Kleine Kraichbach, ein rechter Zufluss des Kraichbachs.

## Bedeutung
Für Kraichtal und Östringen ist seit dem 5. April 1990 ein 100,7 ha großes Gebiet unter der Kenn-Nummer 2.129 als Naturschutzgebiet ausgewiesen. Schutzzweck ist laut Schutzgebietsverordnung die Erhaltung eines naturnahen Bereiches der Kraichgaulandschaft mit den dafür charakteristischen Merkmalen wie trockene Keupermergelhänge, Hohlwege, Stufenraine und quellenreiche Talauen als Lebensraum für eine große Zahl unterschiedlicher Lebensgemeinschaften der Tier- und Pflanzenwelt. 